# Jeff Louder
Jeff Louder, né le 8 décembre 1977 à Salt Lake City (Utah, États-Unis), est un cycliste américain. Il est actuellement directeur sportif de l'équipe Axeon-Hagens Berman.

## Palmarès
- 2002
  - Grand Prix Raf Jonckheere
- 2003
  - 2e étape de  Ecology Center Classic Montana
  - Prologue et 4e étape de Cache Classic Logan
- 2004
  - 4e étape du Tour du Connecticut
  - 2e étape du Tour du lac Qinghai
  - 2e de la Cascade Classic
  - 3e du Tour du lac Qinghai
- 2005
  - 2e du championnat des États-Unis du contre-la-montre
  - 3e du Tour de Beauce
  - 3e de la Cascade Classic
- 2006
  - 2e de la Cascade Classic
  - 3e du Tour de l'Utah
- 2007
  - 2ea et 2eb étapes de High Uintas Classic
  - 5e étape de Cascade Classic
- 2008
  - 3e étape de Redlands Bicycle Classic
  - Tour de l'Utah
  - Classement général
    - 4e étape

  - Porcupine Chalk Creek Road Race
  - 3e de la Cascade Classic
- 2009
  - Redlands Bicycle Classic
    - Classement général
    - 1re étape

  - 3e du championnat des États-Unis sur route
  - 3e de la Cascade Classic
  - 3e du Tour de l'Utah
- 2010
  - 4e étape du Tour de l'Utah

## Résultats sur les grands tours

### Tour d'Italie
- 2010 : abandon (11e étape)

## Classements mondiaux
| Année            | 2005 | 2006 | 2007 | 2008 | 2009  | 2010 | 2011 | 2012 |
| ---------------- | ---- | ---- | ---- | ---- | ----- | ---- | ---- | ---- |
| UCI America Tour |      |      | 120e | 254e |       |      |      | 260e |
| UCI Asia Tour    | 36e  | 141e |      |      |       |      |      |      |
| UCI Europe Tour  | 593e |      |      |      | 1051e |      |      |      |